# Немогућа мисија: Протокол Дух
Немогућа мисија: Протокол Дух (енгл. Mission: Impossible – Ghost Protocol) је амерички акциони шпијунски филм из 2011. године, редитеља Бреда Бирда, а по сценарију Џоша Ајпелбаума и Андреа Немека. Наставак је филма Немогућа мисија 3 (2006) и четврто је остварење у серијалу Немогућа мисија. Главну улогу тумачи Том Круз, док су у осталим улогама Џереми Ренер, Сајмон Пег, Пола Патон, Микаел Никвист, Анил Капур и Леа Седу. У филму, Агенција за немогуће мисије (ИМФ) је угашена након што је јавно умешана у бомбашки напад на Кремљ, због чега Итан Хант (Круз) и његов тим без ресурса или подршке морају да очисте име агенције и открију ко заиста стоји иза напада.
Развој филма почео је у августу 2009, када су Ајпелбаум и Немек ангажовани да напишу сценарио (који је садржао непотписане преправке Кристофера Макворија, редитеља и сценаристе каснијих филмова из серијала). Крузов повратак је потврђен до марта 2010. након што је Бирд најављен као замена Џеј-Џеј Ејбрамса, који је режирао претходни филм. Наслов филма је откривен у октобру 2010, након чега је почело снимање које је трајало до марта 2011. године. Филм је сниман у Бангалору, Мумбају, Будимпешти, Москви, Дубаију и Ванкуверу. Делови филма су снимљени IMAX камерама.
Светска премијера филма је одржана 7. децембра 2011. на Филмском фестивалу у Дубаију, док је филм у америчким биоскопима објављен 16. децембра исте године. Добио је веома позитивне критике критичара, који су нарочито похвалили акционе сцене, глуму и режију. Зарадио је преко 694 милиона долара широм света, по чему је пети најуспешнији филм из 2011. године. Наставак, Немогућа мисија: Отпадничка нација, премијерно је приказан 2015. године.

## Радња
Агента Агенције за немогуће мисије (ИМФ) Тревора Ханавеја у Будимпешти убија атентаторка Сабин Моро, која краде руске шифре за лансирање нуклеарних ракета, да би их продала мистериозном „Кобалту”. Ханавејов руководилац Џејн Картер и новопостављени теренски агент Бенџи Дан извлаче агента ИМФ-а Итана Ханта из московског затвора, заједно са затвореником по имену Богдан. ИМФ даје задатак Итану да се инфилтрира у Кремљ ради информација о Кобалту, који саботира мисију и бомбом уништава већи део Кремља. Итана хапси агент СВР-а Анатолиј Сидоров и криви га за експлозију.
Итан бежи и састаје се са секретаром ИМФ-а, који је у Москви са обавештајним аналитичарем Вилијамом Брантом. Секретар објашњава да је председник покренуо „Протокол Дух”, дезавуишући цео ИМФ, али тајно наређује Итану да настави да гони Кобалта. Анатолијеве снаге сустижу Итана, а секретар је убијен. Итан бежи са Брантом, и они се налазе са Џејн и Бенџијем, идентификујући Кобалта као Курта Хендрикса, руског нуклеарног стратега који жели да изазове нуклеарни рат између САД и Русије. Хендрикс је бомбардовао Кремљ и подметнуо ИМФ-у како би прикрио сопствену крађу руског уређаја за контролу лансирања, а састаће се са Сабин у Бурџ Калифи у Дубаију ради куповине украдених шифри за лансирање. Хендрикс је натерао своју десну руку Вистрома да уцени Леонида Лисенкера, пољског криптографа, да потврди аутентичност шифри, претећи да ће у супротном убити његову породицу.
Тим ИМФ-а планира да пресретне шифре лажирањем оба састанка: Итан и Брант се представљају као Вистром и Лисенкер да би примили кодове од Сабин; један спрат даље, Џејн ће се представљати као Сабин, дајући лажне шифре правом Вистрому и Лисенкеру. Итан је приморан да проследи праве шифре, пошто Лисенкер може да открије лажне, ослањајући се на радиоактивне изотопе у како би потом пратио Вистрома. Завршавајући куповину, Вистром превентивно убија Лисенкера, а Анатолиј замало ухапси Итана, који га онесвести. Сабин, након што је закључила да су Итан и Брант агенти ИМФ-а, покушава да побегне, али је спречава Џејн, која је шутне кроз прозор.
Итан прогања Вистрома, за кога се открива да је Хендрикс и бежи, док Џејн и Бенџи испитују Бранта због његових необичних борилачких вештина у хотелу. Брант признаје да је дао оставку на место теренског агента пошто није успео да заштити Џулију Мид, Итанову супругу. Богдан одводи Итана до Фога, трговца оружјем, и сазнаје да Хендрикс купује застарели совјетски војни сателит од индијског медијског тајкуна Бриџа Ната. Фог касније даје исту информацију Анатолију, у замену за чишћење његовог досијеа. У Мумбају, Џејн заводи Ната, а затим га савладава да би добила сателитски код за заустављање; тим сада прогони Хендрикса и Вистрома до једне од Натових станица за емитовање како би га спречили да пошаље кодове преко сателита.
Хендрикс је већ послао шифре за лансирање руској нуклеарној подморници, испаливши пројектил на Сан Франциско, а Вистром је онемогућио компјутерске системе станице и искључио струју. Вистром рањава Џејн, док се Брант, који је отишао да укључи струју, на крају бори са Вистромом, пре него што Бенџи интервенише и убије Вистрома. Итан прогања Хендрикса унутар аутоматске службе за паркирање аутомобила и бори се са њим, све док Хендрикс не скочи у смрт како би поставио уређај за лансирање ван домашаја. Тим поставља системе на мрежу, а Итан преузима опасан пад како би онеспособио пројектил пре удара. Анатолиј и његови људи долазе, и сазнају да ИМФ није крив за бомбашки напад на Кремљ, док нуде Итану да га одвезу до болнице.
У Сијетлу, Итан окупља свој тим за још једну мисију коју је дао Лутер Стикел. Брант признаје Итану да није успео да заштити Џулију, али Итан открива да је она жива и да је њена смрт инсценирана како би јој се дао нови идентитет, како би била безбедна даље од њега и да би он могао да се инфилтрира у затвор да пронађе Богдана. Брант са олакшањем прихвата своју мисију и пристаје да поново постане агент. Џулија стиже у луку и примећује Итана како је посматра из даљине, док деле топли осмех. Док одлази, Итан добија извештај о пробоју војне комуникационе мреже ИМФ-а од стране терористичке мреже у настајању познате као Синдикат, нестајући у магли док је слуша.

## Улоге
| Глумац            | Улога            |
| ----------------- | ---------------- |
| Том Круз          | Итан Хант        |
| Џереми Ренер      | Вилијам Брант    |
| Сајмон Пег        | Бенџи Дан        |
| Пола Патон        | Џејн Картер      |
| Микаел Никвист    | Курт Хендрикс    |
| Владимир Машков   | Анатолиј Сидоров |
| Леа Седу          | Сабин Моро       |
| Џош Холовеј       | Тревор Ханавеј   |
| Анил Капур        | Бриџ Нат         |
| Мирај Грбић       | Богдан Анасенко  |
| Самуели Еделман   | Маријус Вистром  |
| Иван Шведов       | Леонид Лисенкер  |
| Илија Волох       | Фог              |
| Горан Навојец     | руски затвореник |
| Петра Лустигова   | Ана Лисенко      |
| Данијел Кларк     | Алекс Лисенко    |
| Андреј Бестчастњи | Мајор Јегоров    |
| Том Вилкинсон     | секретар ИМФ-а   |
| Винг Рејмс        | Лутер Стикел     |
| Мишел Монахан     | Џулија Мид-Хант  |